# Altagracia (nombre)
Altagracia es un nombre propio femenino de origen latino en su variante en español. Su significado es el equivalente a la palabra homónima, "alta gracia, gracia elevada".

## Santoral
21 de enero: Nuestra Señora de la Altagracia, Madre Protectora y Espiritual de la República Dominicana.